# Miljevac
Miljevac är en ort i Bosnien och Hercegovina.   Den ligger i entiteten Republika Srpska, i den södra delen av landet, 70 km söder om huvudstaden Sarajevo. Miljevac ligger 891 meter över havet och antalet invånare är 390.
Terrängen runt Miljevac är kuperad västerut, men österut är den platt. Närmaste större samhälle är Nevesinje, 1,4 km nordväst om Miljevac. 
Omgivningarna runt Miljevac är en mosaik av jordbruksmark och naturlig växtlighet. Runt Miljevac är det ganska tätbefolkat, med 67 invånare per kvadratkilometer.